# Paracercopidae
Paracercopidae är en familj av kräftdjur. Paracercopidae ingår i överfamiljen Caprelloidea, ordningen märlkräftor, klassen storkräftor, fylumet leddjur och riket djur. Enligt Catalogue of Life omfattar familjen Paracercopidae 4 arter. 
Kladogram enligt Catalogue of Life:
| Paracercopidae | \| \| Cercops \| \| \| \| \| \| Paracercops \| \| \| \| |
|                | \| \| Cercops \| \| \| \| \| \| Paracercops \| \| \| \| |
|                | Caprellidae                                             |
|                |                                                         |
|                | Caprellinoididae                                        |
|                |                                                         |
|                | Pariambidae                                             |
|                |                                                         |
|                | Protellidae                                             |
|                |                                                         |
|                | Cercops                                                 |
|                |                                                         |
|                | Paracercops                                             |
|                |                                                         |

|  | Cercops     |
|  |             |
|  | Paracercops |
|  |             |